# سبو پسیفیک

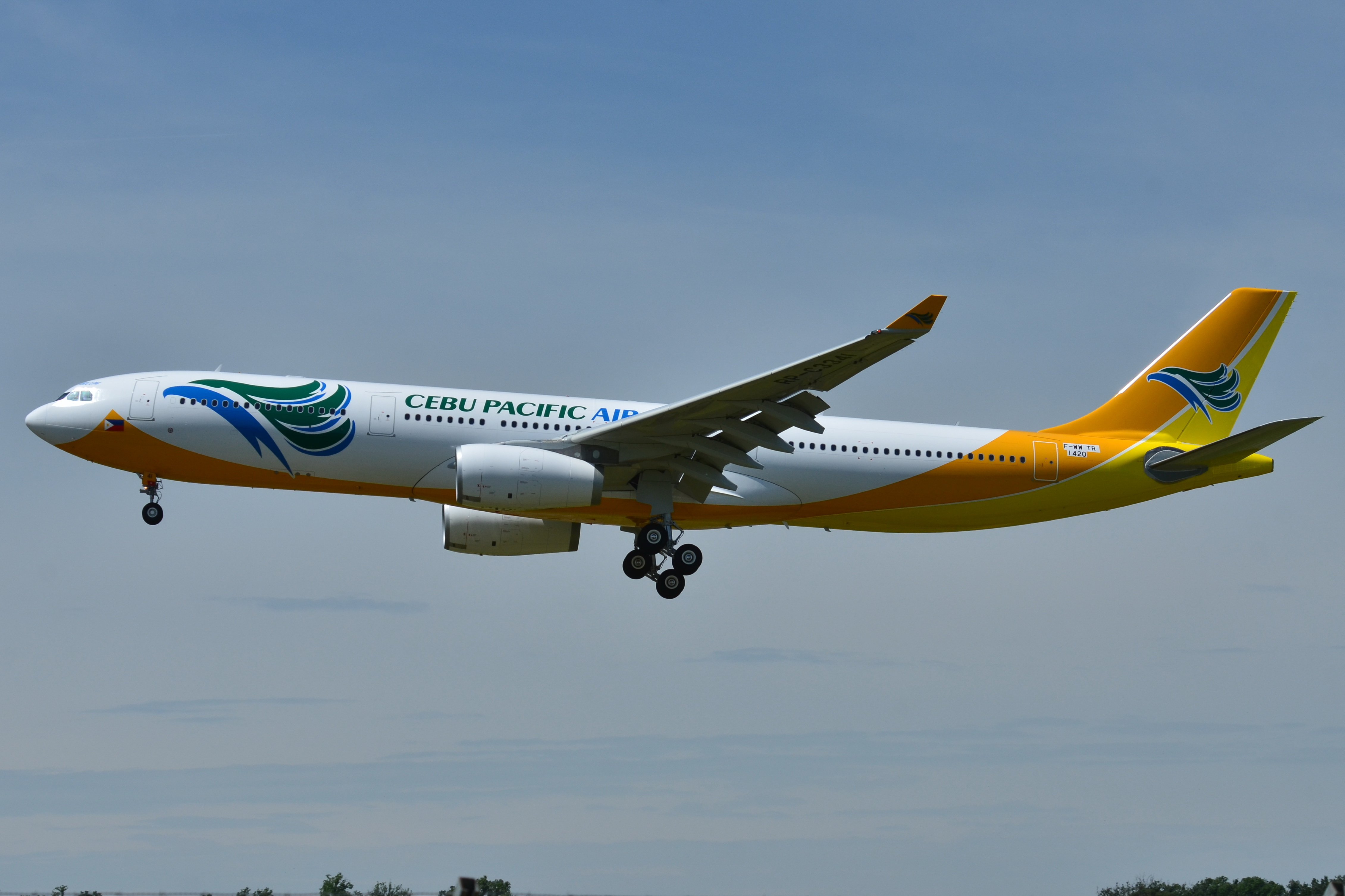
هواپیمای ایرباس ای۳۳۰ متعلق به سبو پسیفیک

سبو پسیفیک (به انگلیسی: Cebu Pacific) شرکت هواپیمایی ارزان‌قیمت فیلیپینی است، که در سال ۱۹۸۸ تأسیس شد و در حال حاضر روزانه به ۵۸ مقصد پروازهای مستقیم دارد.
دفتر مرکزی شرکت سبو پسیفیک در شهر مانیل، فیلیپین قرار دارد و فرودگاه بین‌المللی مکتان-کبو، فرودگاه بین‌المللی نینوی آکوئینو، فرودگاه بین‌المللی کلارک، فرودگاه بین‌المللی فرانسیسکو بنگویی، فرودگاه بین‌المللی ایلوئیلو و فرودگاه بین‌المللی کالیبو، قطب‌های این شرکت هواپیمایی به‌شمار می‌آیند. شرکت سبو پسیفیک در حال حاضر در ناوگان هوایی خود دارای ۵۳ فروند هواپیمای جت مسافربری می‌باشد.